# Quận Atchison, Missouri
Quận Atchison là một quận thuộc tiểu bang Missouri, Hoa Kỳ. Theo điều tra dân số năm 2000 của Cục điều tra dân số Hoa Kỳ, quận có dân số 6430 người 2. Quận lỵ đóng ở Rock Port 6

## Địa lý
Theo Cục điều tra dân số Hoa Kỳ, quận có tổng diện tích 547 dặm vuông Anh (1.416,7 km2), trong đó có 3 dặm vuông Anh (7,8 km2) là diện tích mặt nước.

### Xa lộ
- Interstate 29
- U.S. Route 59
- U.S. Route 136
- U.S. Route 275
- Route 46
- Route 111

### Quận giáp ranh
- Quận Fremont, Iowa  (bắc)
- Quận Page, Iowa  (đông bắc)
- Quận Nodaway  (đông)
- Quận Holt  (nam)
- Quận Richardson, Nebraska  (tây nam)
- Quận Nemaha, Nebraska  (tây)
- Quận Otoe, Nebraska  (tây bắc)

## Thông tin nhân khẩu
Theo điều tra dân số 2 năm 2000, quận đã có dân số 6.430 người, 2.722 hộ gia đình, và 1.777 gia đình sống trong quận hạt. Mật độ dân số là 12 người trên một dặm vuông (5/km ²). Có 3.103 đơn vị nhà ở mật độ trung bình của 6 trên một dặm vuông (2/km ²). Cơ cấu dân tộc của cư dân sinh sống ở quận này bao gồm 97,00% người da trắng, 2.05% da đen hay Mỹ gốc Phi, 0,19% người Mỹ bản xứ, 0,14% ở châu Á, 0,31% từ các chủng tộc khác, và 0,31% từ hai hoặc nhiều chủng tộc. 0,67% dân số là người Hispanic hay Latino thuộc một chủng tộc nào.
Có 2.722 hộ, trong đó 26,60% có trẻ em dưới 18 tuổi sống chung với họ, 55,80% là đôi vợ chồng sống với nhau, 6,10% có một chủ hộ nữ và không có chồng, và 34,70% là không lập gia đình. 31,50% hộ gia đình đã được tạo ra từ các cá nhân và 17,60% có người sống một mình 65 tuổi hoặc cao tuổi hơn. Cỡ hộ trung bình là 2,25 và cỡ gia đình trung bình là 2,82.
Trong quận này cơ cấu độ tuổi dân cư bao gồm 24,10% dưới độ tuổi 18, 6,50% 18-24, 24,20% 25-44, 24,20% từ 45 đến 64, và 21,10% từ 65 tuổi trở lên. Độ tuổi trung bình là 42 năm. Đối với mỗi 100 nữ có 99,30 nam giới. Đối với mỗi 100 nữ 18 tuổi trở lên, đã có 91,90 nam giới.
Thu nhập trung bình cho một hộ gia đình trong đã đạt mức USD 30.959, và thu nhập trung bình cho một gia đình là USD 38.279. Phái nam có thu nhập trung bình USD 27.468 so với 18.855 USD của phái nữ. Thu nhập bình quân đầu người là 16.956 USD. Có 9,30% gia đình và 11,60% dân số sống dưới mức nghèo khổ, bao gồm 13,70% những người dưới 18 tuổi và 12,40% của những người 65 tuổi hoặc hơn.